# Kufi
Pour les articles homonymes, voir Kufi (homonymie).
Cet article possède un paronyme, voir Coût fixe.

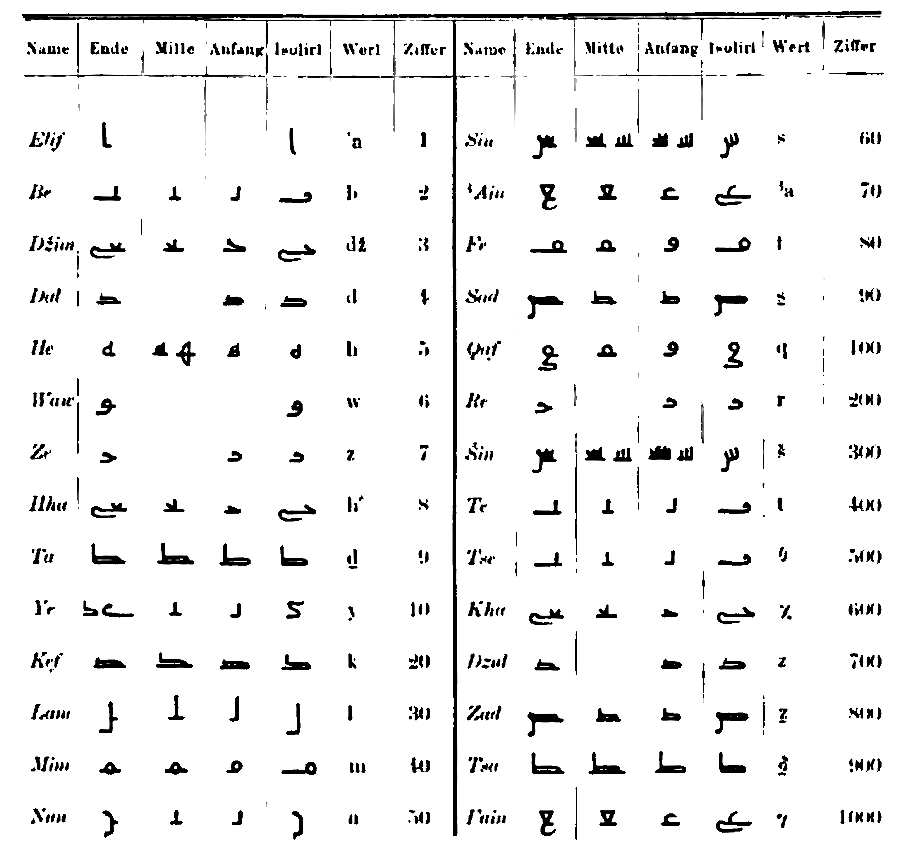
Alphabet arabe en style kufi.

Le coufique (kufi en arabe : كوفي ; on trouve aussi les graphies koufi, koufique) est un style de calligraphie arabe, associé à la ville de Koufa en Irak. Il s'agit d'une des plus anciennes formes calligraphiques de l'arabe. 
Sous une forme modifiée, plus carrée, on le retrouve sur de nombreux monuments islamiques.

## Historiographie

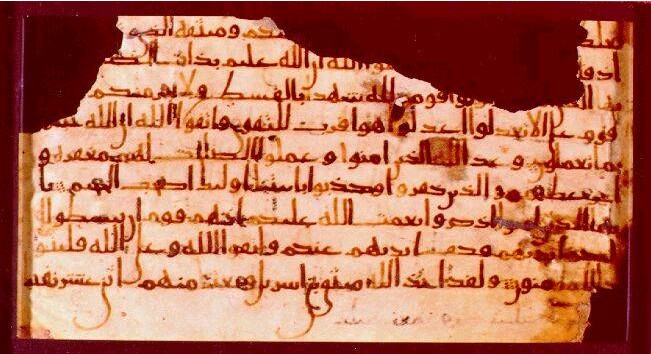
Fragment d'un manuscrit coranique écrit sur du parchemin dans cette forme précoce de l'écriture kufique, fin du VIIe siècle de notre ère, Manama, Bahreïn.

L'étude de cette écriture passe par celle des manuscrits coraniques, via une approche sérielle. Il s'agit de déterminer par l'observation de différents critères (ductus, tracé...) des divisions en famille. Cette approche permet de diviser les manuscrits anciens en deux grandes variétés, les manuscrits en écriture hijazi et ceux en écriture koufique. Le style koufique connait aussi des subdivisions par style. Depuis les années 1980, le koufique a été classifié par François Déroche et des lettres (voir tableau) ont été attribuées à chaque style.
Le terme kufi est utilisé par la tradition musulmane. Néanmoins, il pose le problème de déterminer une géographie des écritures arabes anciennes, ce qu'aucun élément matériel ne préciser. Pour Déroche, « les liens [de cette nomenclature traditionnelle] avec le matériel étudié était manifestement impossible à établir ». En outre, la diversité des styles au sein de cet ensemble n'est pas explicite avec cette appellation. François Déroche préfère le terme d'« écriture abbasside ancienne »,.

## Histoire
Une coexistence entre deux formes d'écritures à la fin du VIIe siècle est vraisemblable. L'écriture hijazi serait, selon l'hypothèse de Gotthelf Bergsträsser (aujourd'hui, la plus vraisemblable), une écriture positionnée à mi-chemin entre le koufique et l'écriture ronde des papyri, possédant des caractéristiques des deux ensembles.
| Période ommeyade                        | Période ommeyade              | Période abbasside                   |
| --------------------------------------- | ----------------------------- | ----------------------------------- |
| Ancienne (fin du VIIe - début du VIIIe) | Tardive (1re moitié du VIIIe) | Ancienne (2e moitié du VIIIe - IXe) |
| Hijazi                                  |                               |                                     |
| Hijazi calligraphique -> \|             |                               |                                     |
| O, A                                    | -> ?                          |                                     |
| B.I                                     | ->                            | B.II                                |
|                                         | C.I                           | C.II/C.III                          |
|                                         |                               | D                                   |

Les anciennes monnaies sont gravées en kufi. À partir des IXe et Xe siècles, le koufique est concurrencé par d'autres formes d'écritures plus élancées. Cet ensemble est appelé le Nouveau Style et connaît plusieurs variantes.
À partir du XIIe siècle, le Coran n'est plus écrit sur parchemin mais sur papier et le kufi est abandonné comme écriture du Coran au profit de trois styles : le naskh, le muhaqqaq et le rayhani.

## Caractéristiques formelles
Sur le plan esthétique, le kufi évolue dans plusieurs directions. D'abord un style, appelé kufi carré, va accentuer le caractère anguleux du style jusqu'à n'autoriser que des angles droits. Un autre style, dit kufi florissant ou kufi orné, prend acte du déséquilibre esthétique entre la ligne de base sur laquelle se trouvent de nombreuses lettres et la hauteur que peuvent prendre certaines lettres verticales, laissant de grands espaces vides dans les textes et inscriptions. Les calligraphes remplissent ces espaces vides par des motifs floraux ou d'animaux.
L'écriture est très angulaire, aux contours bien délimités et tend à être réalisée sous forme de segments géométriques. Par exemple, le mīm prend la forme d'un cercle, et le nūn d'un demi-cercle.
Au début de son utilisation, le style kufi n'utilise pas de diacritiques ce qui rend sa lecture pénible car certaines lettres sont confondues.
| Exemple d'écriture kufi   | La même phrase (Basmala) dans un autre style d'écriture (naskh) |
| بِسْمِ ٱللّٰهِ ٱلرَّحْمٰنِ ٱلرَّحِيمِ () |                                                                 |

## Autres usages
Le kufi est aussi utilisé, de manière plus ou moins correcte, comme ornement dans l'Europe chrétienne, par exemple sur le tailloir d'un chapiteau à Moissac, sur les frises d'une porte de bois au Puy ou sur les bordures du Beatus de Saint-Sever.

## Galerie

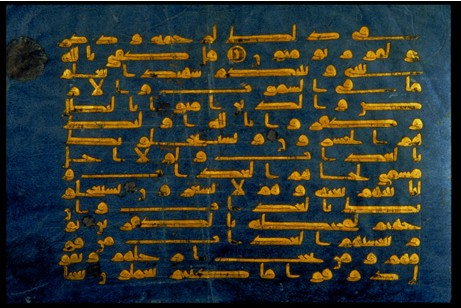
Folio du Coran bleu provenant à l'origine de la bibliothèque de la grande mosquée de Kairouan (en Tunisie) ; écrit en kufi doré sur du vélin teint à l'indigo, il date du Xe siècle. Certains feuillets du Coran bleu sont actuellement conservés au musée des arts islamiques de Raqqada en Tunisie[8].
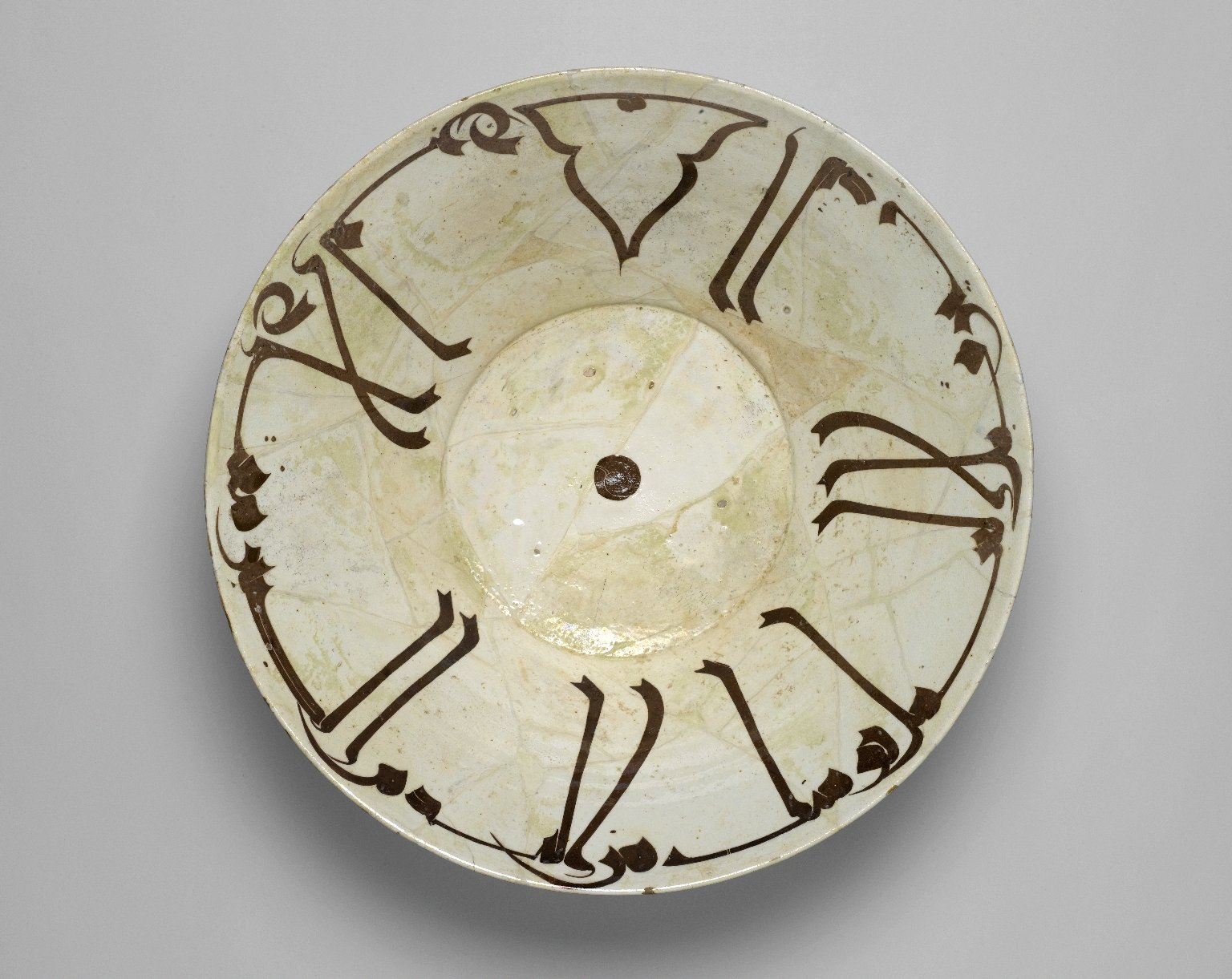
Bol avec calligraphie kufi, Xe siècle. Brooklyn Museum.
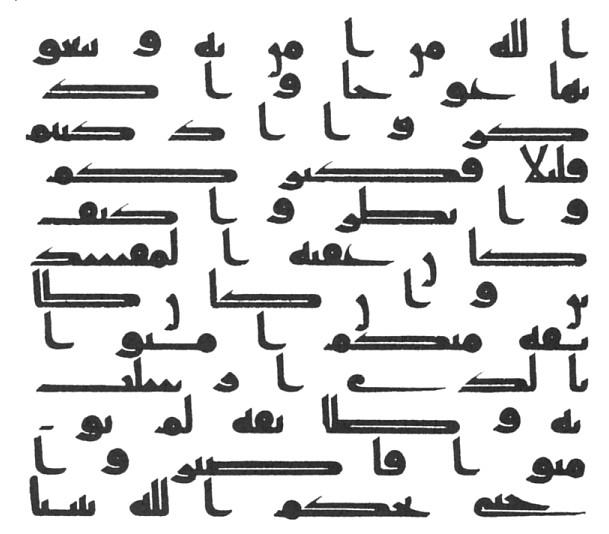
Page du Coran de Saint-Pétersbourg, VIIIe – IXe siècle. (Sourate 7: 86–87)
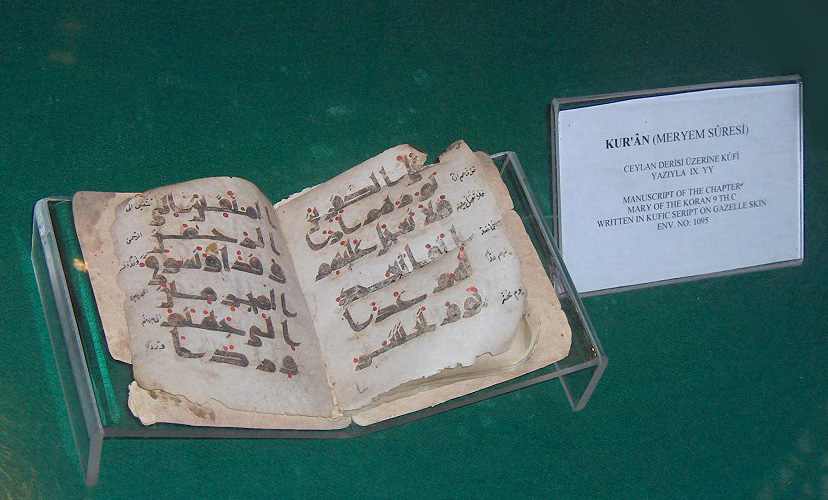
Manuscrit de la sourate Maryam sur peau de gazelle, IXe siècle. (Sourate 19: 83–86).
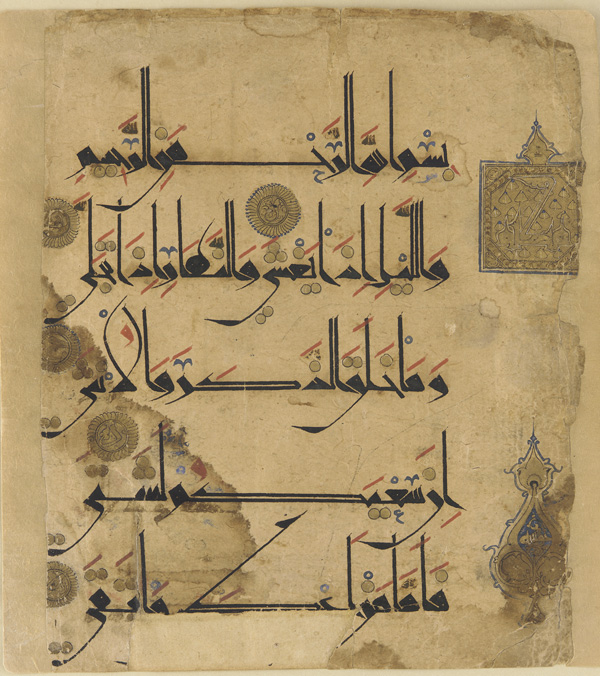
Folio de Coran en style kufi, encre, couleur et or, XIe, Iran (Sourate 91: 1–5).
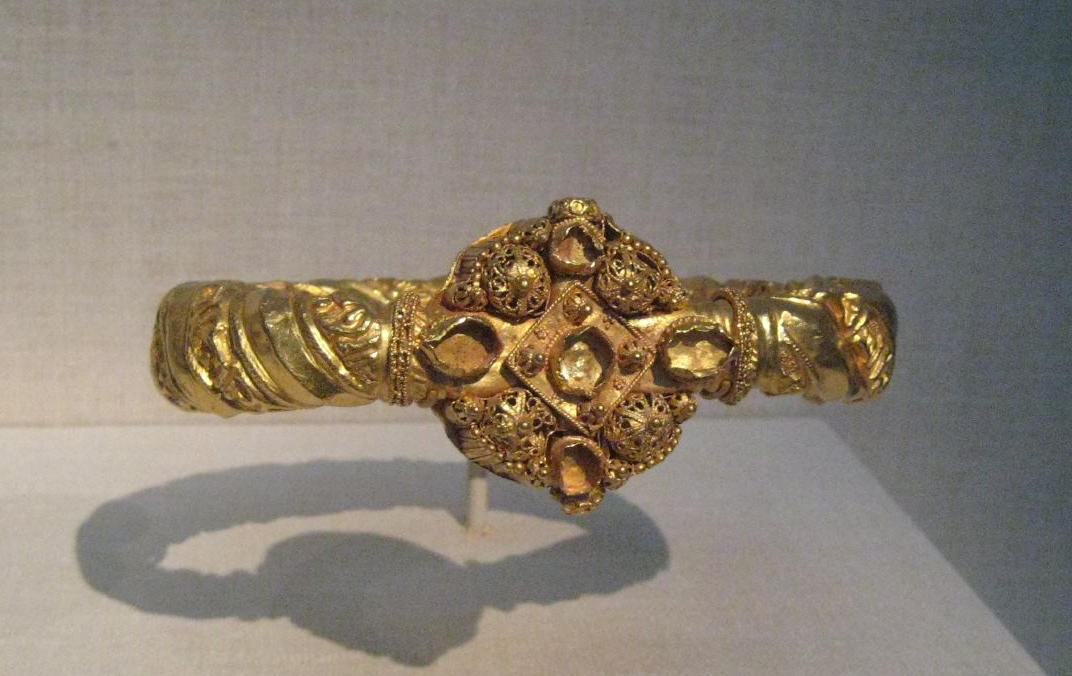
Brassard en or du XIe siècle, avec des vœux de chance, (Syrie).
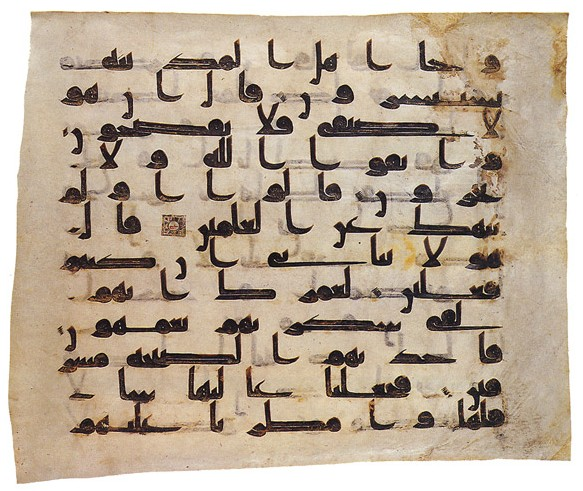
Page du Coran en style kufi (Sourate 15: 67–74)
L'alphabet écrit en kufi avec translittération (1799)
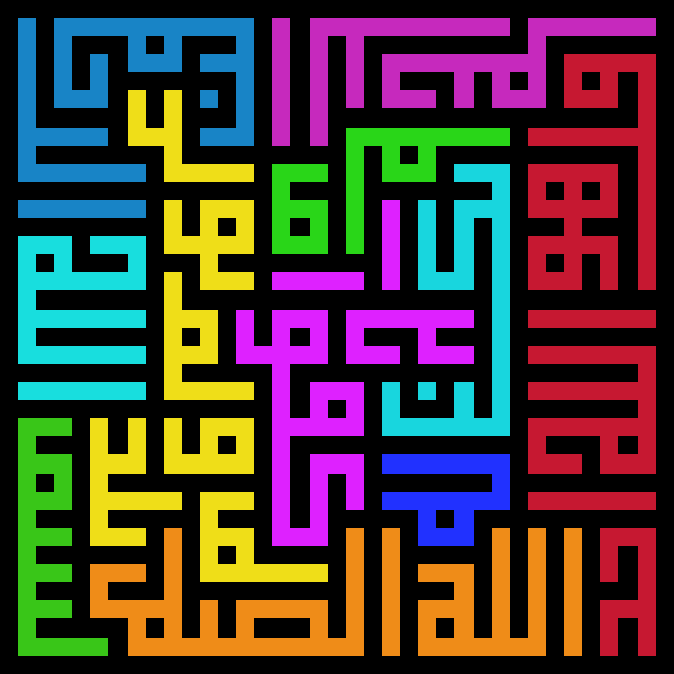
Forme géométrique de kufi (Sourate 112, al-Ikhlas ou "la Sourate du Monothéisme", lire dans le sens des aiguilles d'une montre, commençant en bas à gauche.
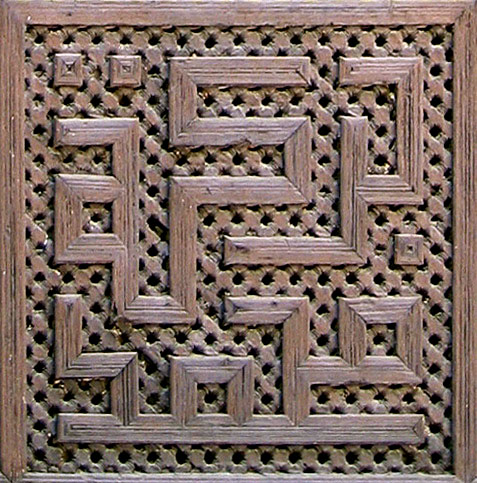
Kufi géométrique du medersa Bou Inania de Meknès; le texte dit en arabe : baraka muḥammad, بركة محمد, bénédiction sur Mahomet.
Une autre forme de kufi géométrique ou kufi carré, montrant quatre fois le nom du prophète Mahomet (محمد, muḥammad) ; ceci est souvent utilisé comme motif de l'architecture islamique.
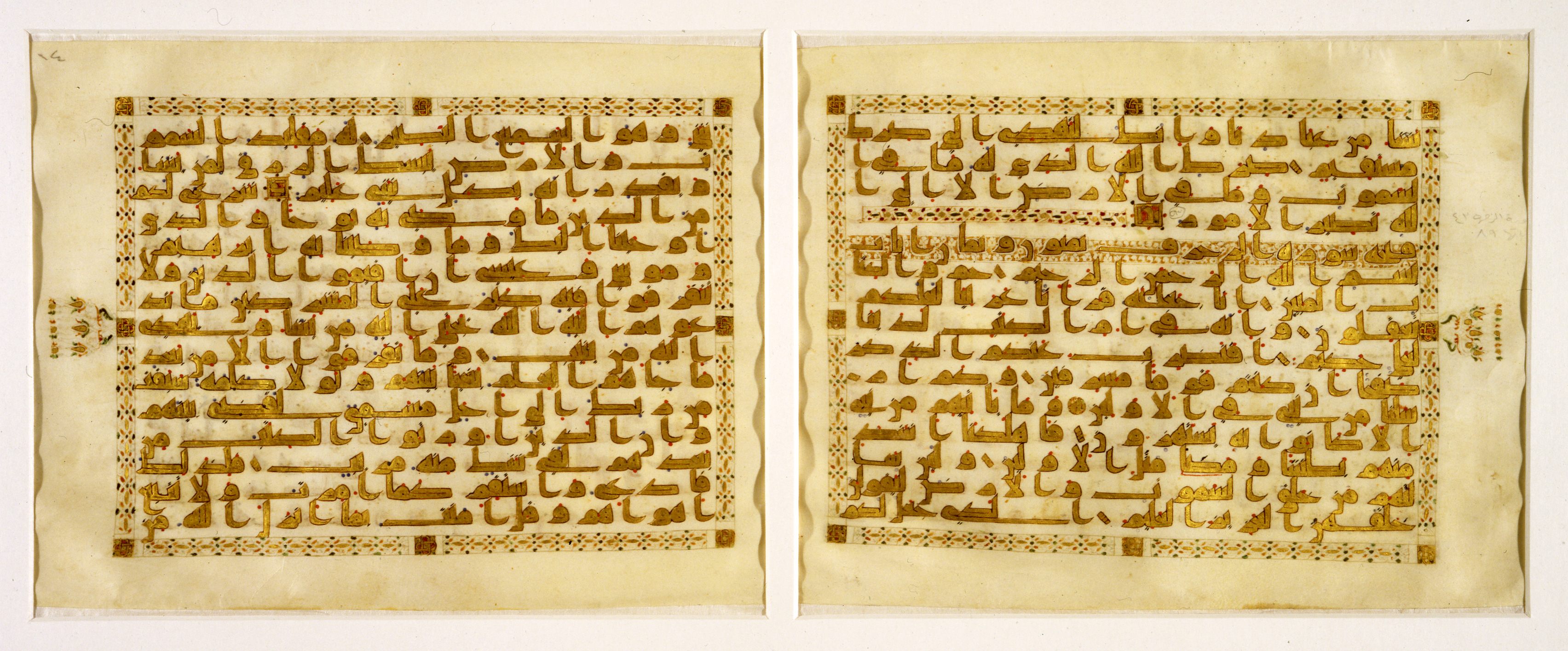
Les feuilles de ce Coran sont écrites en or et entourées d'encre marron dans un format horizontal.
Drapeau d'Irak
Drapeau d'Iran
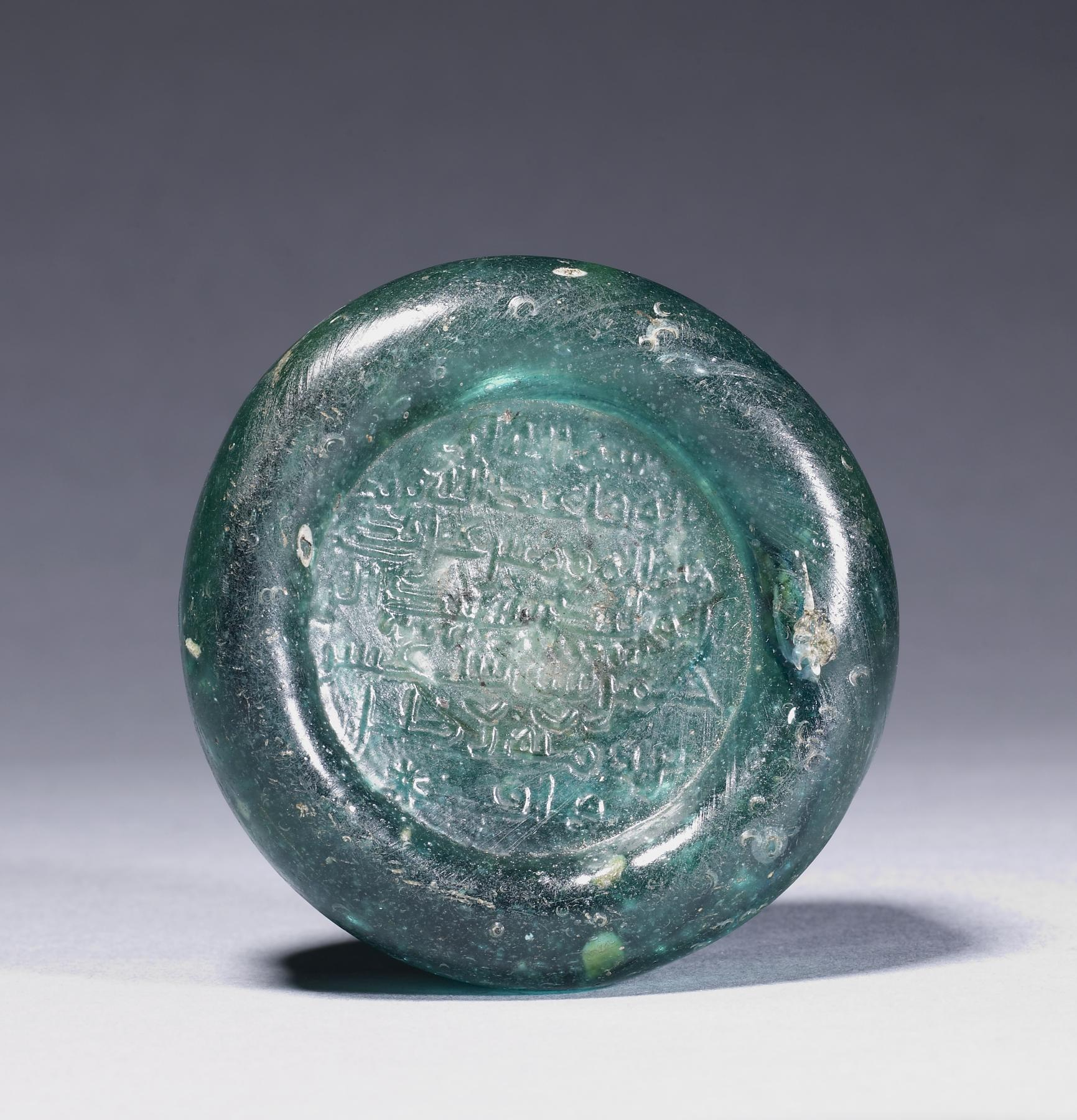
Inscription en kufi (743).  Walters Art Museum.
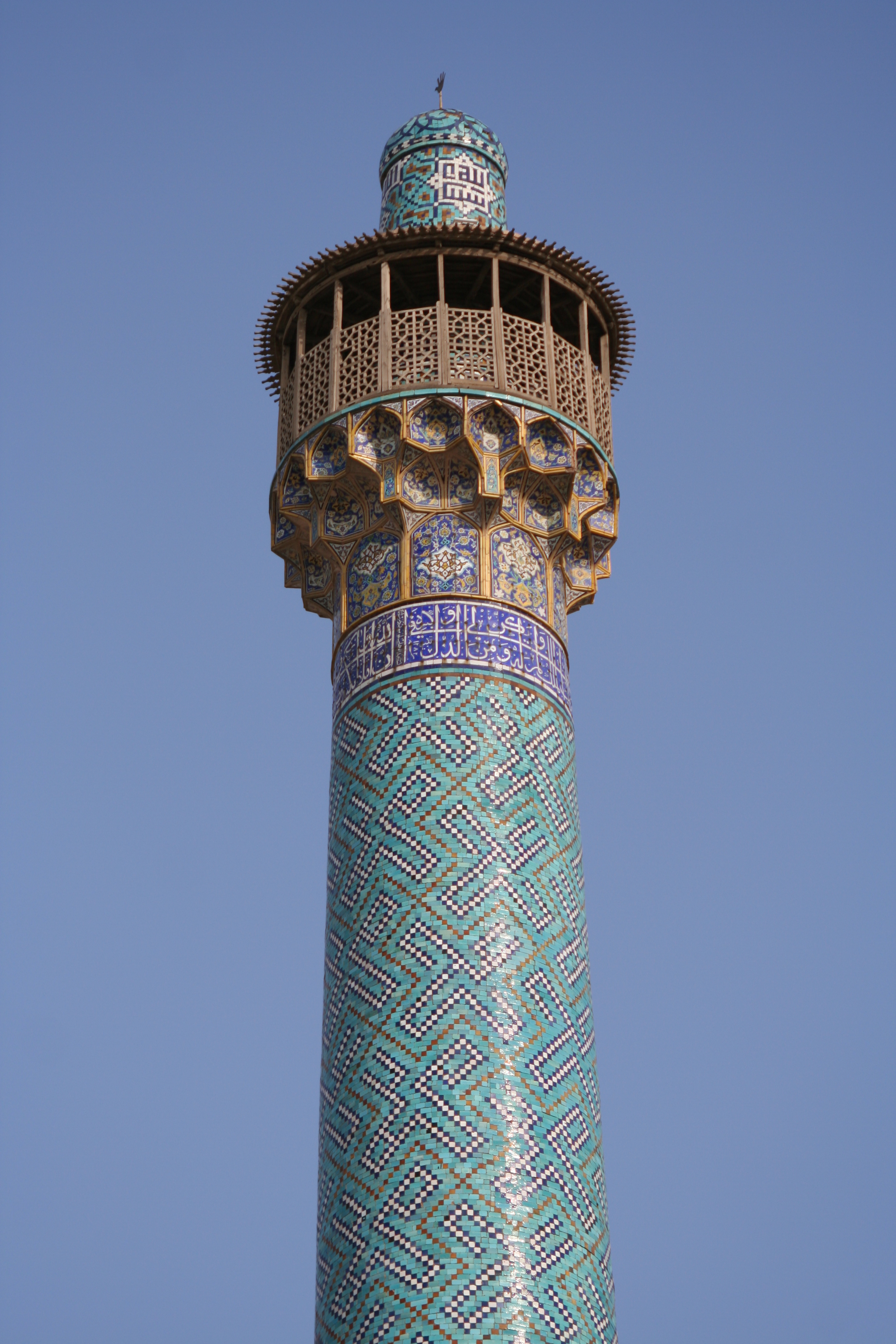
Banna'i sur un minaret – écriture kufi répétitive.